# Estreito de McMurdo

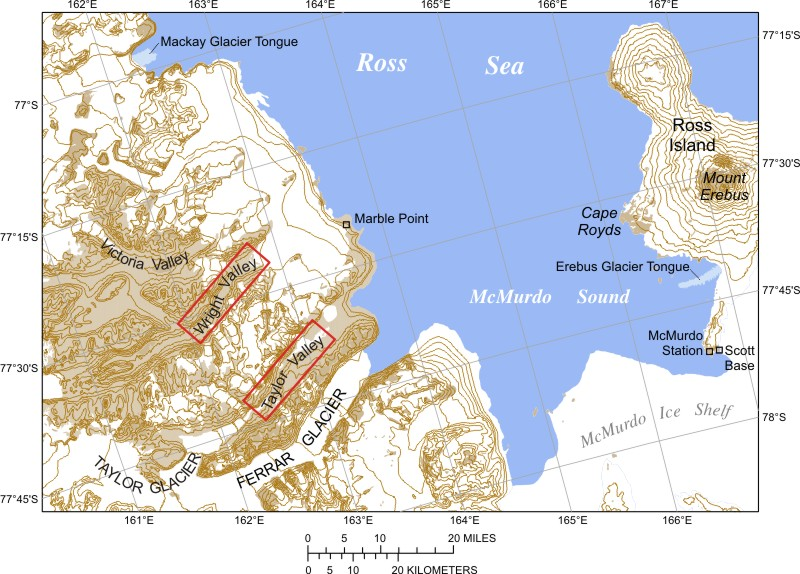
Mapa do estreito de McMurdo.

O estreito de McMurdo, no mar de Ross, separa a ilha de Ross do continente Antárctico. As suas águas estão obstruídas pelo gelo da plataforma de gelo de McMurdo, cujas dimensões são aproximadamente 55 x 55 km. O estreito abarca 4 000 km de litoral que se abre ao mar de Ross a norte, entre cordilheiras o litoral ocidental e a ilha de Ross. Este é o ponto preferido pelos exploradores polares para começar as suas tentativas de alcançar o Polo Sul.
Foi o capitão James Clark Ross que descobriu o estreito em fevereiro de 1841. O estreito está aproximadamente a 800 milhas do Pólo Sul. O seu nome é uma homenagem ao tenente Archibald McMurdo do HMS Terror. Hoje é uma rota de reabastecimento para os cargueiros e para os aviões que aterram em pistas flutuantes no gelo próximo da Estação McMurdo. Por causa deste uso continuado pelos cientistas e pessoal de apoio desde 1957, a baía Winter Quarters tornou-se bastante contaminada.